# Deuteronomos carpinaria
Deuteronomos carpinaria là một loài bướm đêm trong họ Geometridae.